# Harpactira lyrata
Harpactira lyrata är en spindelart som först beskrevs av Simon 1892.  Harpactira lyrata ingår i släktet Harpactira och familjen fågelspindlar. Inga underarter finns listade i Catalogue of Life.